# Ujandina
La Ujandina (in russo Уяндина?; in lingua sacha: Уйаандьы) è un fiume della Russia siberiana orientale affluente di sinistra della Indigirka. Scorre nell'Ust'-Janskij ulus e nell'Abyjskij ulus della Repubblica Autonoma della Sacha-Jacuzia. 

## Descrizione
Nasce da bassi rilievi a sud del vasto bassopiano della Jana e dell'Indigirka dall'unione dei due rami sorgentiferi Baky e Irgičjan e corre con direzione dapprima occidentale e successivamente, dopo aver descritto un'ampia ansa, orientale; sfocia nella Indigirka alcune decine di chilometri a valle dell'abitato di Družina. Fra i principali affluenti sono Chatynnach, Chačimčer da sinistra e Buor-Jurjach da destra.
Il fiume scorre in una zona pressoché disabitata, a causa del clima molto duro; gela in superficie per la maggior parte dell'anno (primi di ottobre - fine maggio/primi di giugno)